# CSG De Lage Waard
De Lage Waard is een christelijke scholengemeenschap voor het voortgezet onderwijs in de Nederlandse plaats Papendrecht (Zuid-Holland).

## Geschiedenis

### Jaren 50 - Oorsprong
De wortels van de scholengemeenschap liggen voor een flink deel in Dordrecht. Door de enorme groei van het Christelijk Lyceum te Dordrecht eind jaren vijftig van de twintigste eeuw, werden twee dependances gesticht, in Zwijndrecht (1962) en Papendrecht (1968). Beide dependances werden later zelfstandige scholen, Het Develsteincollege te Zwijndrecht in 1965 en De Lage Waard te Papendrecht in 1972. Daarmee waren toen drie scholen onder het beheer van de Vereniging voor Christelijk Algemeen Voortgezet en Voorbereidend Wetenschappelijk Onderwijs te Dordrecht ontstaan. De jaarverslagen van deze drie scholen werden in één boekje uitgegeven en er was onderling overleg op allerlei gebied.

### 1975 - Nieuw schoolgebouw
De ‘Christelijke Scholengemeenschap voor havo en atheneum De Lage Waard’ groeide sterk en de noodbouw werd verwisseld voor een stenen gebouw. Het nieuwe schoolgebouw was berekend op 1000 leerlingen en werd geopend in 1975.
Het grootste aantal leerlingen werd bereikt in 1985, namelijk 1314. Er werden 9 noodlokalen bijgeplaatst. Ook personeel en schoolleiding groeiden in aantal. Na de start met een rector en één conrector waren er in de jaren tachtig vijf conrectoren naast de rector.

### 1989 - Fusie
In 1988 werd de Vereniging voor Christelijk Voortgezet Onderwijs te Papendrecht en Omstreken opgericht. In 1989 volgde de bestuurlijke fusie tussen drie Papendrechtse scholen: De Lage Waard(CSG voor havo/vwo), De Keijzerweerd (CSG voor vbo) en De Prins Bernhardschool (voor Christelijk mavo).

### 1993 - Nieuwe vereniging
In 1993 werd deze fusie gevolgd door een scholenfusie waarbij ook De Molenwaard (CSG te Alblasserdam) was betrokken.

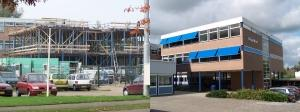
Nieuwbouw Vijzellaan 2005

Statuten werden gewijzigd, er kwam een nieuwe vereniging tot stand: de Vereniging voor Christelijke Voortgezet Onderwijs Alblasserwaard West, gevestigd te Papendrecht. Het gezamenlijk aantal leerlingen groeide van 1734 (in 1993) naar 1964 (in 2004). In 1993 werden de gebouwen in Alblasserdam afgestoten en in 1997 het gebouw van de mavo. Aan de Burgemeester Keijzerweg is sinds 1997 het volledige vmbo gevestigd. Daar werd twee maal fors uitgebreid, het meest recent in oktober 2004, met elf lokalen. Medio 2005 is de nieuwe aanbouw van acht lokalen aan de vestiging havo/vwo (Vijzellaan) gereed gekomen en behoort ook daar het ruimteprobleem tot het verleden.

## Identiteit
CSG De Lage Waard is een christelijke school en probeert zich als zodanig te manifesteren.

## Opleidingen
- Havo/vwo - Eigen koers
- Mavo/havo - Meer mavo
- Vmbo - Talent XL
- Lwoo & Zorgklas - Onderwijs met extra begeleiding of ondersteuning

## Vestigingen
Er zijn twee vestigingen:
- Locatie vmbo (Burgemeester Keijzerweg 5) - voor lwoo, basis/kader en vmbo-t
- Locatie havo/vwo (Vijzellaan 4) - voor havo en atheneum

## Resultaten
CSG De Lage Waard is in 2008, 2009, 2010 en 2011 uitgeroepen tot beste school van Nederland. De havo-afdeling van CSG De Lage Waard was tot tweemaal toe de beste van het land, uitgeroepen door de Elsevier.
De slagingspercentages van CSG de Lage Waard zijn te bekijken op Scholen op de kaart.
| Opleiding  | Slagingspercentage 2021-2022 |
| ---------- | ---------------------------- |
| Vmbo basis | 100%                         |
| Vmbo kader | 100%                         |
| Vmbo lwt   | 100%                         |
| Mavo       | 95%                          |
| Havo       | 88%                          |
| Vwo        | 93%                          |

## Organisatie

### Missie
De missie van CSG de Lage Waard luidt:
Wij willen dat leerlingen zich succesvol ontwikkelen als leerling én persoon in een kansrijke en stimulerende leeromgeving. Onze belofte is: boven jezelf uitgroeien.

### Visie
De visie van CSG de Lage Waard luidt:
Vanuit ons christelijk geloof bieden wij hoopvol onderwijs, open en beloftevol. Wij zijn gericht op samen leren, vakmanschap en persoonlijke groei.